# Salem Bouhageb
Pour les articles homonymes, voir Salem.
Salem Bouhageb (arabe : سالم بوحاجب), né en 1824 ou 1827 à Bembla et mort le 14 juillet 1924 à La Marsa, est un réformateur, jurisconsulte et poète tunisien.
Considéré comme l'un des premiers réformateurs tunisiens, il fait partie de ce mouvement du XIXe siècle — composé notamment de Kheireddine Pacha, Mahmoud Kabadou, Mohamed Tahar Ben Achour, Mohamed Nakhli, Ibn Abi Dhiaf, Mokhtar Chouikha, Mohamed Snoussi et Mohamed Bayram V — qui défend l'idée de modernisme. Bouhageb pose les bases du débat autour de la compatibilité entre la modernité et la tradition arabo-musulmane.
Il a aussi été orateur, faqîh et poète grâce à l'impulsion de Mahmoud Kabadou.

## Biographie

### Jeunesse et éducation
Fils d'Amor Bouhageb, Salem naît en 1827 (ou 1824 selon les sources) à Bembla, près de Monastir. Il s'installe à Tunis en 1852 où il vit dans des conditions précaires tout en suivant les enseignements de grands imams comme Sidi Brahim Riahi et Cheikh Ben Mlouka et des Cheikhs El Islam comme Mohamed Belkhodja (père de Mahmoud Belkhodja), Mohamed Béchir Ennaifer et Mohamed Bayram IV,. Son oncle paternel M'hamed se charge, à l'époque, de son instruction. Il obtient des ijazas à l'université Zitouna dans la langue arabe, la grammaire arabe, la linguistique, la littérature arabophone, la jurisprudence, le kalâm, l'histoire, en particulier celle du monde arabo-musulman et les religions, en particulier l'islam. Il étudie aussi la logique, la philosophie et la mystique à la Zitouna. Il obtient à la fin de l'année 1860 le titre de alim.

### Enseignant et début de la vie politique
Il enseigne à son tour, en commençant par instruire les enfants de Moustapha Agha au palais du Bardo. Mais il enseigne surtout pendant 70 ans à la Khaldounia et l'université Zitouna et influence ainsi de nombreux disciples :
- les nationalistes Béchir Sfar, Abdelaziz Thâalbi et Ali Bach Hamba ;
- les intellectuels Mohamed Nakhli et Mahmoud Messadi ;
- les savants Mohamed Snoussi et Mohamed Tahar Ben Achour.

L'érudit libanais Farès Chidiac l'aurait vanté au bey de Tunis Ahmed Bey en ces termes : 
« J'ai fait la connaissance à Tunis d'un homme exceptionnel dont le niveau intellectuel dépasse tout ce que vous avez pu avoir à ce jour, en Tunisie. Il s'appelle Salem Bouhageb et je suis convaincu qu'il peut contribuer à ce que le prestige de la régence de Tunis dépasse les frontières du pays. En êtes-vous conscient ? »
En 1857, le cheikh Salem Bouhageb est désigné par Kheireddine Pacha, dont Salem est le disciple, pour participer à la création de la municipalité de Tunis — avec le général Husseïn (premier maire de la ville) — en tant que chargé de la préparation des dossiers et documents du comité administratif relevant de la municipalité de Tunis. Poussé par Mohamed Bayram IV, il écrit ainsi certains textes qui créent le Conseil municipal de Tunis et devient le secrétaire principal de ce conseil en 1858.
Cette même année, Salem Bouhageb commence à participer à différentes commissions de réformes : celles de la fonction publique, de l'administration régionale, de la justice et de l'enseignement. Il est ainsi, en tant que membre des conseils judiciaires, chargé de l'application du Pacte fondamental en 1901 et de la promulgation du Code des obligations et des contrats en 1906, toujours en vigueur. En 1861, il est désigné membre du Grand Conseil. Il participe alors à la rédaction du Code civil et criminel du Royaume de Tunis. En 1864, il se rend en Italie, faisant partie de la délégation officielle dirigée par Kheireddine Pacha. En 1867, il participe à l'écriture du fameux livre de Kheireddine Pacha, Le plus sûr moyen pour connaître l'état des nations.

### Voyages et vie à l'étranger
Salem Bouhageb enrichit son bagage intellectuel à travers ses différents voyages. Il se rend ainsi à Constantinople en 1871, où il fait partie de la délégation officielle tunisienne, présidée par Kheireddine Pacha, en mission dans la capitale de l’Empire ottoman. Là, il prend connaissance des réformes introduites et apprécie certains produits de la cuisine ottomane, comme le miel parfumé ou la confiture de rose. Par ailleurs, il se rend en Italie en 1873, ou en 1874 selon les sources, pour aider le général Husseïn à poursuivre en justice Nessim Samama, ancien directeur de la trésorerie du gouvernement tunisien, poursuivi pour abus de confiance et détournement de fonds et qui a trouvé refuge à Livourne. Il apprend alors l'italien et entreprend de mieux comprendre le développement économique et social de l'Occident. En 1875, il participe à la création du Collège Sadiki, première institution scolaire moderne de Tunisie, et, lors de l'inauguration, prononce un discours où il proclame que « l'islam n'est pas incompatible avec la science et la modernité ».
En 1878, il se rend à Paris pour visiter l'exposition universelle, en compagnie du général Husseïn avec qui il entreprend des travaux de recherche dans plusieurs bibliothèques de la ville. Il prend également contact avec plusieurs personnalités des mondes politique et de la culture. Il remarque par ailleurs une différence entre les Européens vivants en France et ceux vivant en Tunisie, ces derniers se comportant comme en pays conquis, entraînant souvent en raison de leur comportement de l'indignation et de l'hostilité. Lors de l'établissement du protectorat français de Tunisie en 1881, Bouhageb ne s'y oppose pas en raison des sciences et techniques de l'Occident, qu'il accueille favorablement.

### Retour et participation active à la vie culturelle

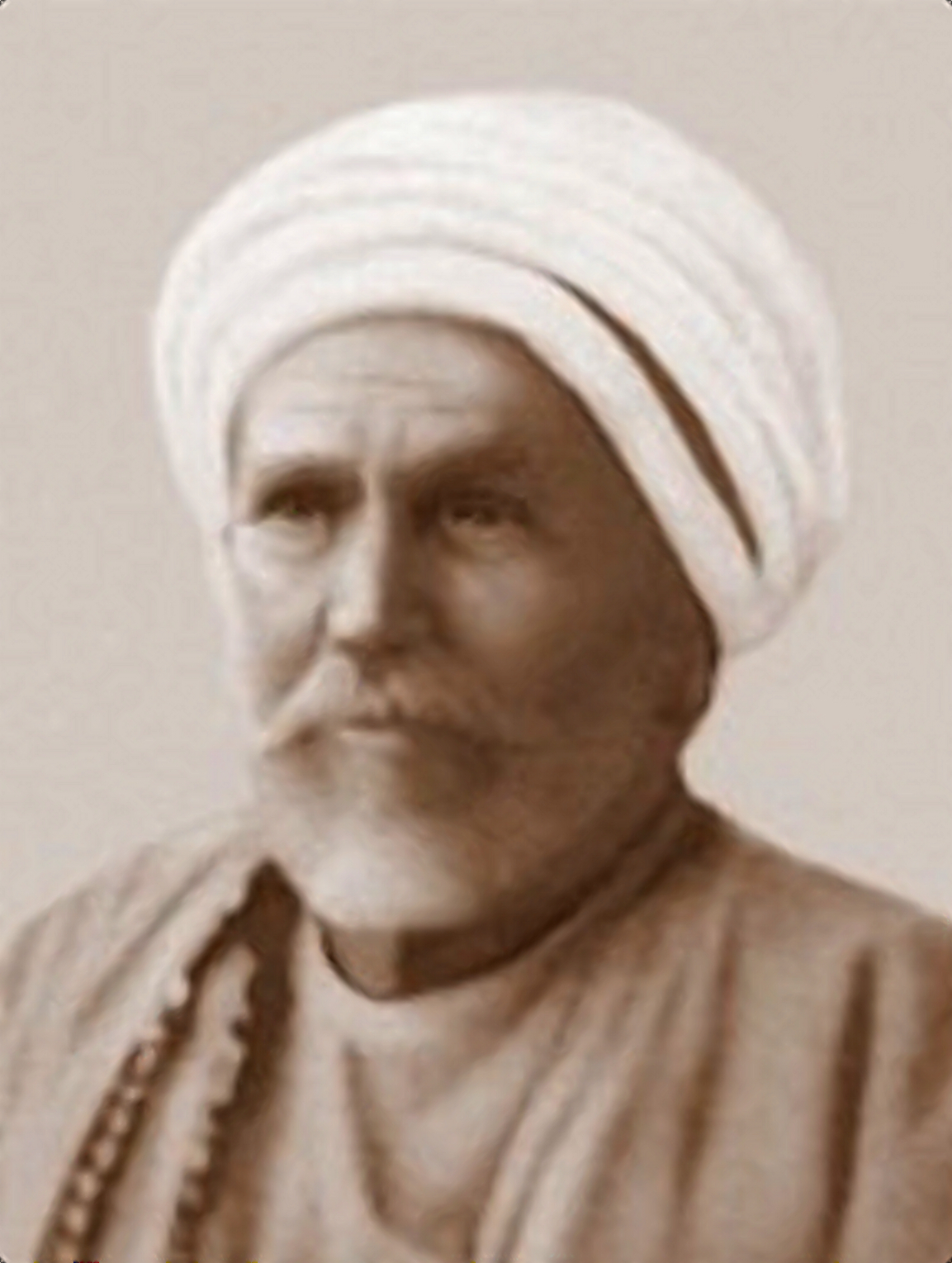
Portait de Salem Bouhageb.

Salem Bouhageb retourne à Tunis en 1882, après un long séjour à Florence en Italie,. L'année suivante, en 1883, ou en 1876 selon les sources, il est désigné par Kheireddine Pacha comme directeur de la médersa El Mountaciriya. En 1884, il est nommé imam de la mosquée Soubhan Allah à Bab Souika. Il encourage alors le mouvement réformiste pensé par Mohamed Abduh, en visite en Tunisie la même année et qui revient en 1903.
En 1887 meurt son ami personnel, le général Husseïn. Celui-ci lui fait don du tiers de ses biens et lui confie la tutelle de son épouse d'origine italienne et de sa fille unique Frida. Cette dernière se marie plus tard au nationaliste tunisien Ali Bach Hamba. En 1888, Salem Bouhageb participe, en tant que rédacteur, au premier journal tunisien d'information, El Hadhira (La Capitale), jusqu'en 1912. Ensuite, en 1894, le 26 du mois de ramadan, il inaugure la fin des travaux de reconstruction du minaret de la mosquée Zitouna. Une plaque de marbre est apposée au bas du minaret, du côté du souk El Attarine, pour témoigner de cet événement.
Le 15 mai 1897, Salem Bouhageb prononce le discours d'ouverture à la conférence inaugurale de la Khaldounia, en référence à Ibn Khaldoun, dont Bouhageb est un fervent défenseur. Mohamed Fadhel Ben Achour dira de ce discours que « ce fut une leçon scientifique où [Bouhageb] fit l'exégèse de la parole du Tout Puissant [...] Il y montre qu'Allah fait de la science un moyen pour assurer la succession d'Adam et de ses descendants sur terre ». C'est ainsi qu'il insiste sur l'importance de l'apprentissage et de la maîtrise des sciences, en particulier les mathématiques, « instrument incontournable, à ses yeux, dans tout projet de développement et de modernisme », comme l'indique le professeur Kamel Omrane. C'est pourquoi Bouhageb explique que les sciences sont la base du bonheur. Il enseigne par la suite à la Khaldounia pendant plusieurs années.
En 1898, il est élu président du comité d'observation des sciences modernes du Collège Sadiki mais aussi membre du comité de la réforme de l'enseignement zitounien, où ses efforts pour réformer l'institution sont contenus par les conservateurs. En 1901, 1906 ou 1908 selon les sources, il est nommé mufti malikite de Tunis. Il devient, en 1908 ou 1919 selon les sources, bach mufti (jurisconsulte) malikite — c'est-à-dire le premier des muftis malikites et l'interprète de la charia le plus important du pays — en remplacement du cheikh Ahmed Chérif, à la suite du décès de ce dernier. D'après Jameleddine Draouil, Salem Bouhageb se réfère, dans son rôle de jurisconsulte, à la tendance rationaliste qui a vu le jour en Tunisie au IVe siècle avec Assad ibn al-Furat. Kamel Omrane dit même de Salem Bouhageb : « Homme des Lumières, [il] était parmi les rares intellectuels de son époque à ériger la raison au rang d'un outil d'examen de tout produit de l'esprit ».

### Retraite et hommages
En 1911, Bouhageb décide d'arrêter d'enseigner à l'université Zitouna. En 1913 sont publiés ses Prêches du vendredi,. Il y fait notamment l'éloge du jeûne qui est, selon lui, comme le savoir et l'obéissance, égal au quart de la foi, un don et une grâce de Dieu. Il y montre aussi l'importance des exercices physiques qu'il recommande de réaliser pendant au moins trente minutes par jour.
Il meurt le 14 juillet 1924 à La Marsa avant d'être enterré au cimetière du Djellaz : le lendemain ont lieu des funérailles nationales en présence du bey de Tunis, Habib Bey, et de tous les dignitaires du pays.
Un festival lui est consacré dans sa ville natale, pendant le mois d'août, depuis 1990. En 2006, l'Académie tunisienne des sciences, des lettres et des arts publie un livre portant sur lui, constitué des actes du colloque organisé les 26 et 27 janvier 2006 à Beït El Hikma. Il s'agit selon le professeur Fathi Gasmi du premier livre écrit sur Salem Bouhageb depuis plus de cent ans. Par la suite, le professeur et imam Abdelkader Gaha a aussi écrit et publié un livre sur Salem Bouhageb.

## Vie privée
Sa femme, Fatma Bent Ali Ben Khelil El Hanafi, est la fille d'un riche industriel, prénommé Khelil qui, après leur mariage, fonde une imprimerie à Tunis.
Père de six enfants, tous ses fils étudient en France dans les domaines du droit, de la médecine et de la gestion administrative. Ahmed devient avocat, comme son frère Amor (ou Omar) qui se marie à la veuve du général Husseïn. Khelil finit grand vizir de Tunis et Hassine devient médecin. Les prénoms de ses enfants se référent à la mémoire de certaines personnes : Ahmed à son oncle paternel M'hamed, Amor au père de Salem Bouhageb, Khelil au père de l'épouse de Salem et Hassine au général Husseïn. Les deux filles de Salem Bouhageb, Zuleïkha et Zoubeïda, n'ont pu accéder à l'enseignement, mais ses petites-filles y sont parvenues.